# Муривай

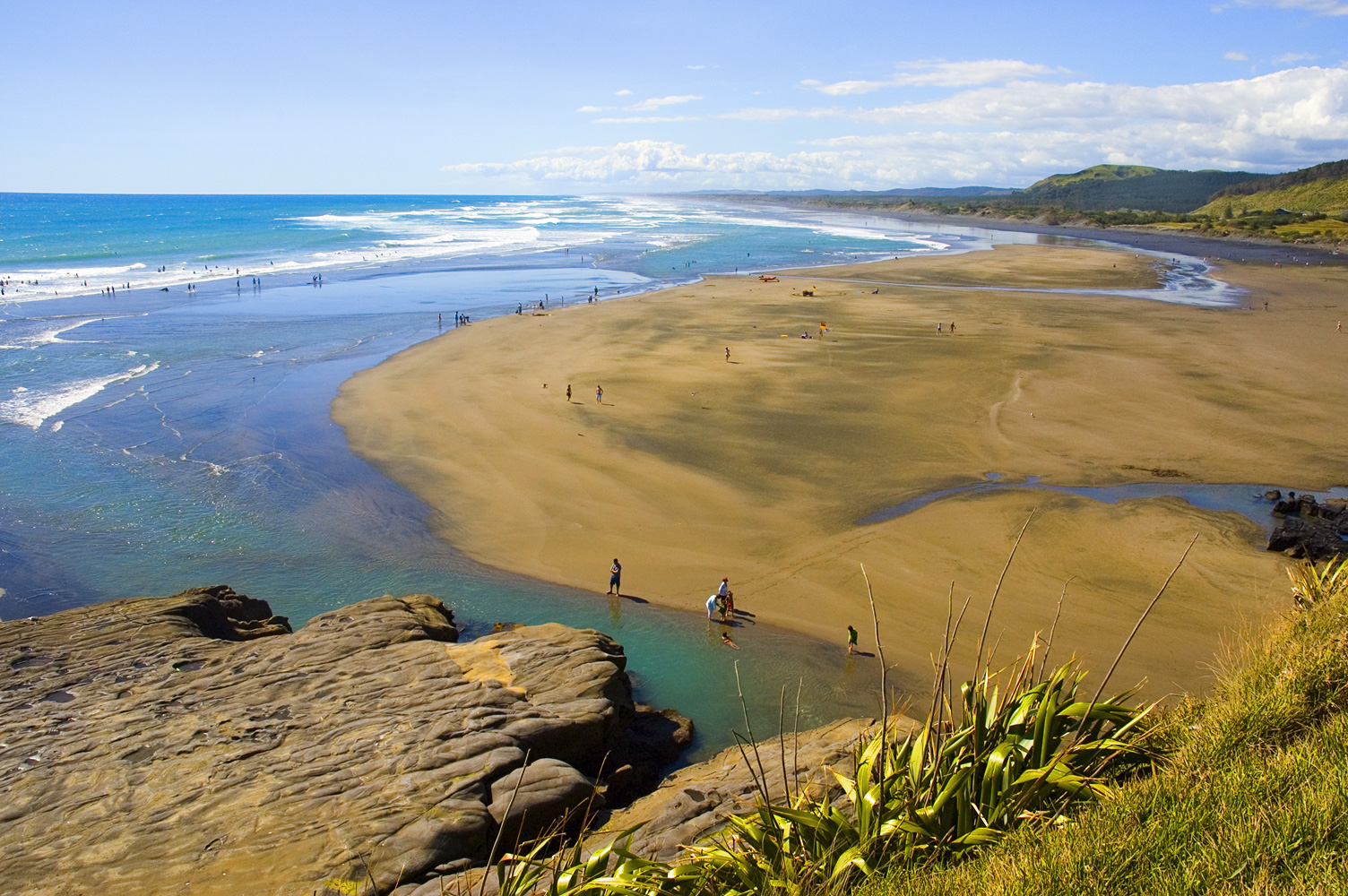
пляж Муривай

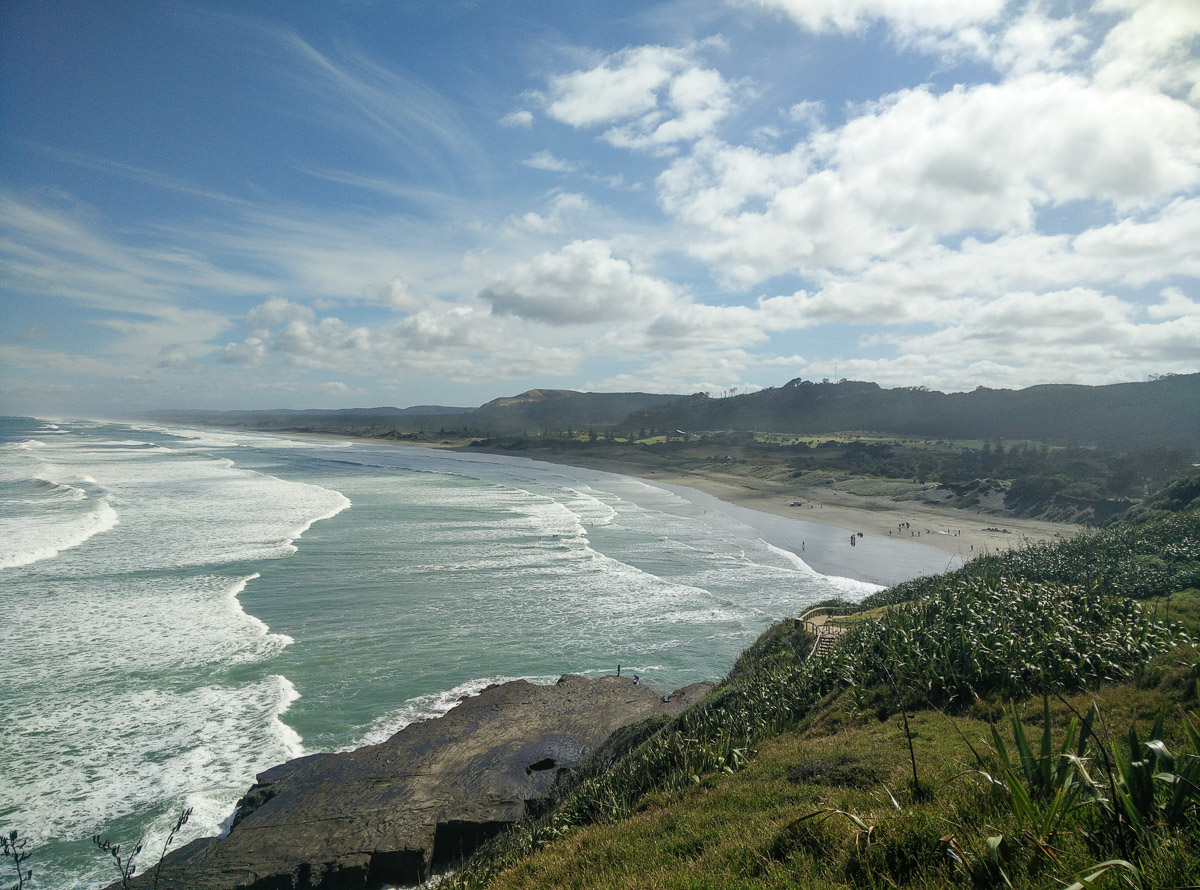
Вид на север с скал, где расположена колония австралийских олуш

Муривай (англ. Muriwai, также Муривай-Бич) — прибрежная община на западном побережье региона Окленд на Cеверном острове Новой Зеландии. Пляж с чёрным песком, подходящий для сёрфинга, и прилегающая территория популярны у жителей Окленда как зона отдыха. На скалах гнездится большая колония австралийских олуш.

## Местоположение
Муривай расположен примерно в 17 километрах к западу от Кумэу, в 42 километрах к северо-западу от города Окленд, в южной части непрерывного пляжа протяженностью 50 километров, который простирается по побережью Тасманова моря до устья Кайпара-харбор. Один из нескольких популярных пляжей в этом районе, другими являются Пиха и Карекаре. Он находится в округе Родни региона Окленд.

## Статистика
По данным переписи 2013 года, обычная численность населения Муривай-Бич составляла 1131 человек. Средний доход населения в Муривай-Бич составлял 39 500 новозеландских долларов по сравнению с 29 600 долларами в Окленде. Город на 93 % состоит из белых европейцев. Уровень безработицы составил 4 %.

## Региональный парк Муривай
Большая часть земли в южной части пляжа является частью регионального парка Муривай (англ. Muriwai Regional Park). На юге от пляжа Муривай расположен пляж Маукатия (залив Маори), их разделяют крутые скалы Отакамиро Пойнт, где расположена единственная в регионе колония австралийских олуш. По данным BirdLife International, данная территория была определена как ключевая орнитологическая территория.
Региональный парк включает в себя поле для гольфа вдоль Кост-роуд, а район к северу от ручья Окиритотото известен как «Пятимильная полоса» или «Пятимильный блок», поскольку это его приблизительная длина. К югу от потока Окиритотото расположен конный парк. В этом месте также предусмотрен доступ к пляжу в формате 4WD. Пятимильная полоса имеет туристические маршруты как для всадников, так и для пеших прогулок.

Колония австралийских олуш
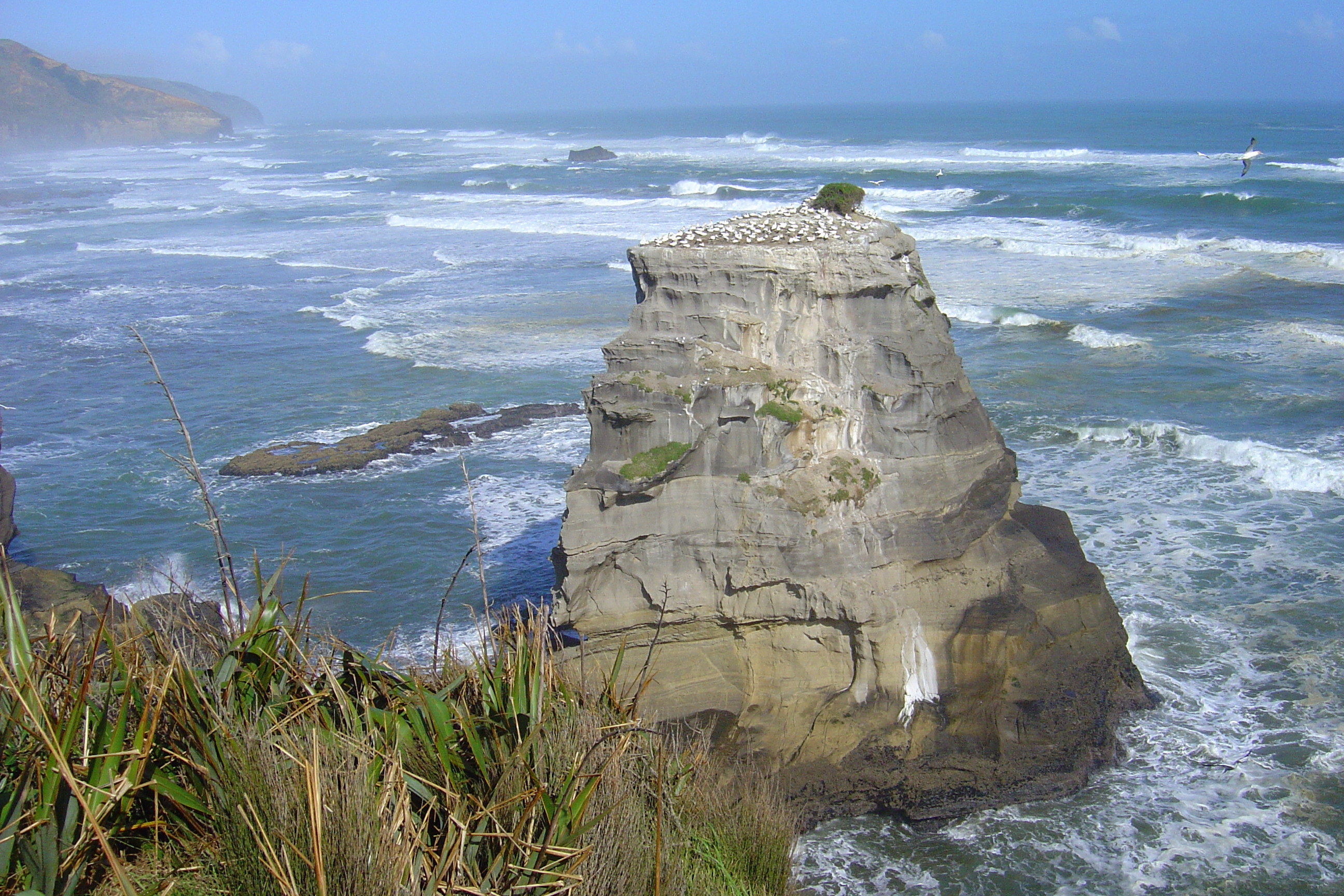
Остров Мотутара, на котором гнездится часть колонии олуш
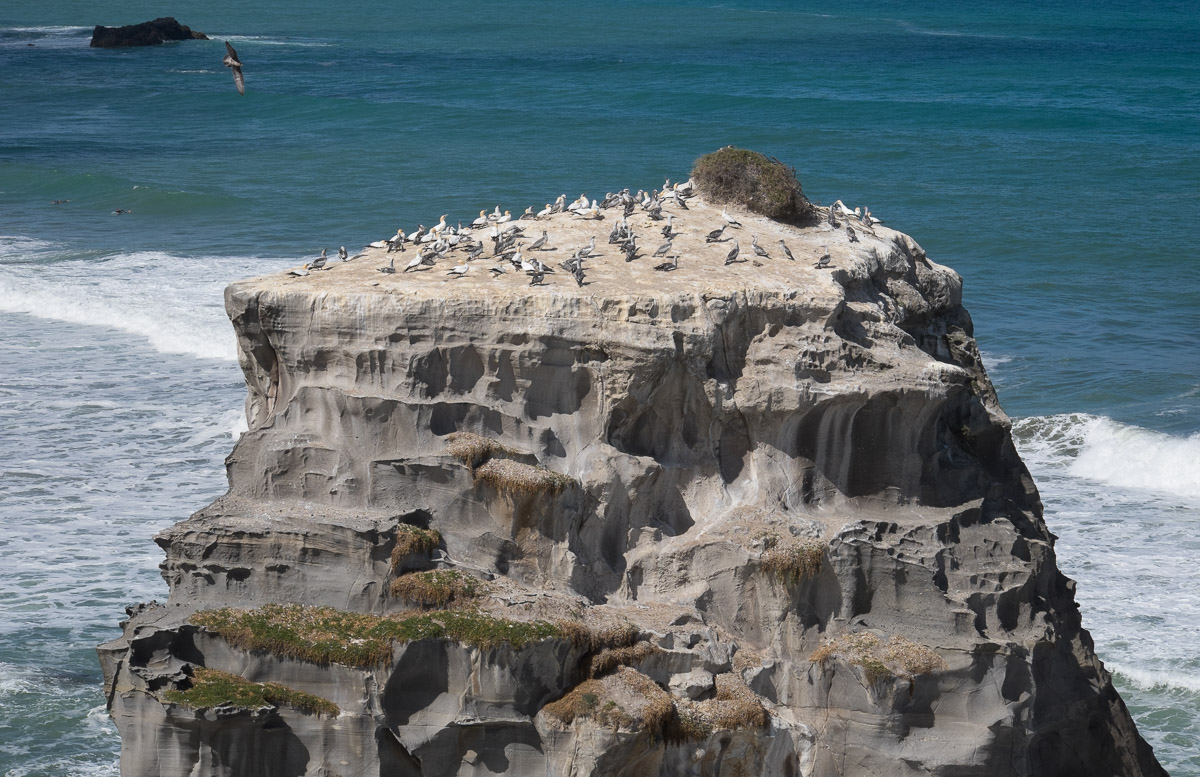
Плато острова Мотутара
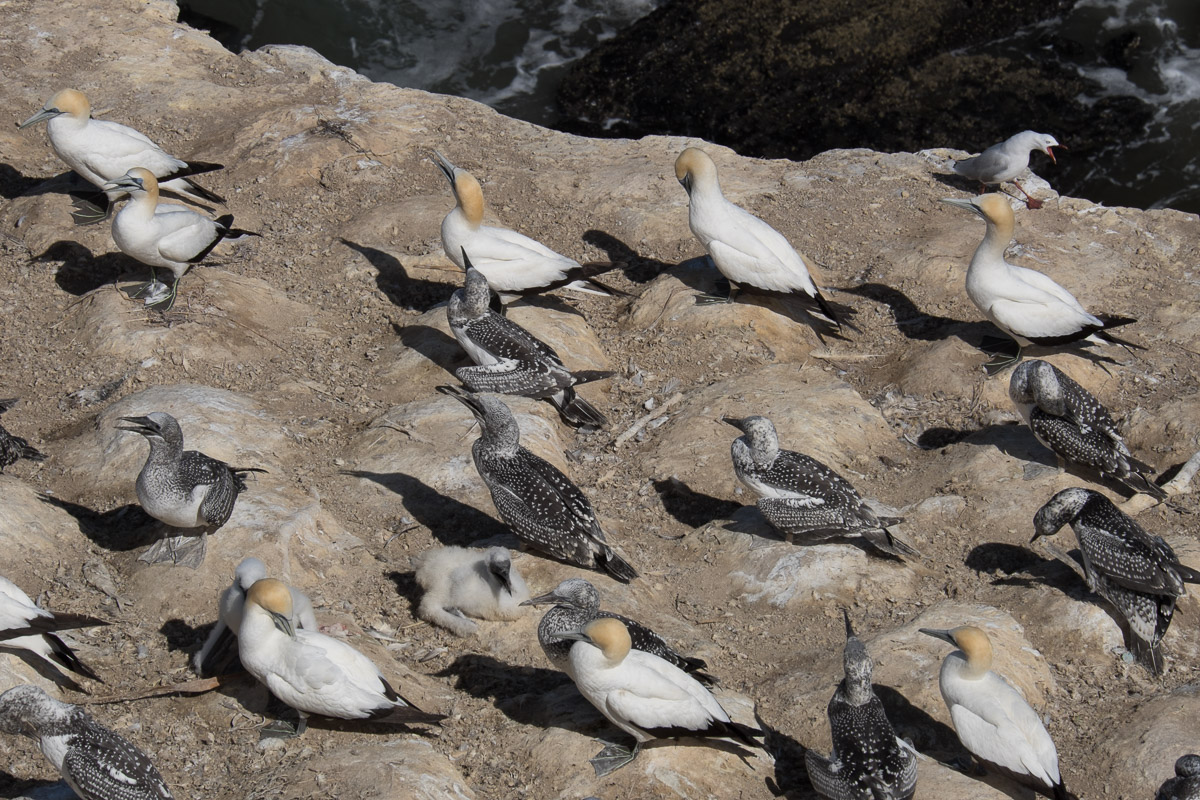
Олуши на Муривай, несколько взрослых птиц и один птенец
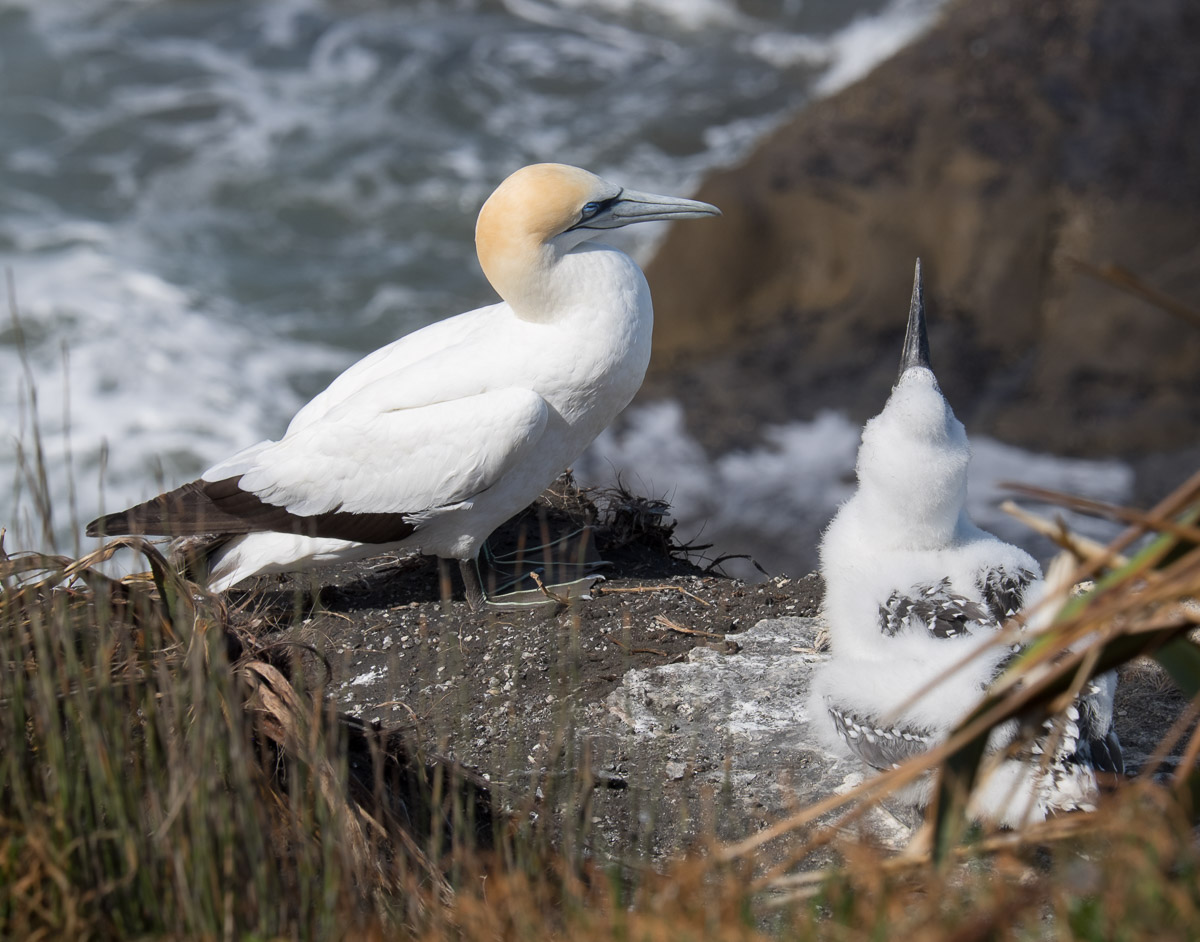
Взрослая и молодая олуши